# Temporada 1908 de las Grandes Ligas de Béisbol
La Temporada 1908 de las Grandes Ligas de Béisbol fue la octava temporada de la Liga Americana y la quinta con Serie Mundial. Los Cachorros de Chicago derrotaron a los Tigres de Detroit 4-1 para ganar la Serie Mundial.

## Estadísticas
|                        | \| Liga Americana[2] \| \| \| \| \| \| Club \| G \| P \| PG % \| GB \| \| Detroit Tigers \| 90 \| 63 \| .588 \| – \| \| Cleveland Naps \| 90 \| 64 \| .584 \| 0.5 \| \| Chicago White Sox \| 88 \| 64 \| .579 \| 1.5 \| \| St. Louis Browns \| 83 \| 69 \| .546 \| 6.5 \| \| Boston Americans \| 75 \| 79 \| .487 \| 15.5 \| \| Philadelphia Athletics \| 68 \| 85 \| .444 \| 22.0 \| \| Washington Senators \| 67 \| 85 \| .441 \| 22.5 \| \| New York Highlanders \| 51 \| 103 \| .339 \| 39.5 \| |     |      |      |
| Liga Americana         | |     |      |      |
| Club                   | G | P   | PG % | GB   |
| Detroit Tigers         | 90 | 63  | .588 | –    |
| Cleveland Naps         | 90 | 64  | .584 | 0.5  |
| Chicago White Sox      | 88 | 64  | .579 | 1.5  |
| St. Louis Browns       | 83 | 69  | .546 | 6.5  |
| Boston Americans       | 75 | 79  | .487 | 15.5 |
| Philadelphia Athletics | 68 | 85  | .444 | 22.0 |
| Washington Senators    | 67 | 85  | .441 | 22.5 |
| New York Highlanders   | 51 | 103 | .339 | 39.5 |

|                       | \| Liga Nacional[3] \| \| \| \| \| \| Club \| G \| P \| PG % \| GB \| \| Chicago Cubs \| 99 \| 55 \| .643 \| – \| \| New York Giants \| 98 \| 56 \| .636 \| 1.0 \| \| Pittsburgh Pirates \| 98 \| 56 \| .636 \| 1.0 \| \| Philadelphia Phillies \| 83 \| 71 \| .539 \| 16.0 \| \| Cincinnati Reds \| 73 \| 81 \| .474 \| 26.0 \| \| Boston Doves \| 63 \| 91 \| .409 \| 36.0 \| \| Brooklyn Superbas \| 53 \| 101 \| .344 \| 46.0 \| \| St. Louis Cardinals \| 49 \| 105 \| .318 \| 50.0 \| |     |      |      |
| Liga Nacional         | |     |      |      |
| Club                  | G | P   | PG % | GB   |
| Chicago Cubs          | 99 | 55  | .643 | –    |
| New York Giants       | 98 | 56  | .636 | 1.0  |
| Pittsburgh Pirates    | 98 | 56  | .636 | 1.0  |
| Philadelphia Phillies | 83 | 71  | .539 | 16.0 |
| Cincinnati Reds       | 73 | 81  | .474 | 26.0 |
| Boston Doves          | 63 | 91  | .409 | 36.0 |
| Brooklyn Superbas     | 53 | 101 | .344 | 46.0 |
| St. Louis Cardinals   | 49 | 105 | .318 | 50.0 |

## Serie Mundial 1908
NL Chicago Cubs (4) vs AL Detroit Tigers (1)
| Juego | Resultado             | Fecha         | Lugar          |
| ----- | --------------------- | ------------- | -------------- |
| 1     | Cubs - 10, Tigers - 6 | 10 de octubre | Bennett Park   |
| 2     | Tigers - 1, Cubs - 6  | 11 de octubre | West Side Park |
| 3     | Tigers - 8, Cubs - 3  | 12 de octubre | West Side Park |
| 4     | Cubs - 3, Tigers - 0  | 13 de octubre | Bennett Park   |
| 5     | Cubs - 2, Tigers - 0  | 14 de octubre | Bennett Park   |

|                                                      |
| Campeón de las Grandes Ligas Chicago Cubs 2.º título |